# Viktor Müllner
Viktor Müllner (* 10. Juli 1902 in Wien; † 10. Juli 1988 ebenda) war ein österreichischer Politiker (ÖVP).

## Leben
Viktor Müllner absolvierte nach der Volks- und Bürgerschule die Lehrerbildungsanstalt mit der Fachausbildung Mathematik und Physik. Danach war er Hauptschullehrer in Wien und engagierte sich politisch in der christlichen Arbeiterschaft. 1927 ging er nach St. Pölten, wo er in der Stadtverwaltung arbeitete. In dieser Stadt war er auch in der Zeit von 1934 bis 1938 Vizebürgermeister. In der Zeit des Ständestaates war er Funktionär der Vaterländischen Front.
Kurze Zeit nach dem Anschluss wurde er als ehemals Vaterländischer unter den Nationalsozialisten verhaftet und im KZ Dachau, Bayern interniert (1938–1942, 4 1/2 Jahre). Dort lernte er einen seiner früheren politischen Gegner, den Sozialisten Franz Olah kennen, mit dem er zeit seines Lebens verbunden blieb. 1942 übersiedelte er nach Wien. Zu Ende des Krieges war er Mitglied der Widerstandsgruppe O5.
Nach dem Zweiten Weltkrieg baute er den niederösterreichischen AAB auf und wurde am 29. Dezember 1945 Abgeordneter zum Nationalrat, was er bis 1953 blieb. 1954 wurde er Landtagsabgeordneter in Niederösterreich. Im Bundesrat war er 1953–1954. Bereits 1949 wurde er auch Finanzreferent der niederösterreichischen Landesregierung.
Ab 1952/1953 betrieb er den Bau der Kamptalwasserkraftwerke, wie das Kraftwerk Ottenstein durch. 1953 ließen Landeshauptmann Johann Steinböck und Viktor Müllner einen Kraftwerksstollen nach beider Vornamen benennen.
Im Jahr 1955 kam es zu einem Konflikt zwischen dem Bund und dem Land, wer Anspruch auf die zuvor von den abziehenden Sowjets kontrollierten niederösterreichischen Erdgasvorkommen haben würde. Müllner setzte sich dabei durch, indem er Tatsachen schuf. Er gründete die Niogas-Gesellschaft und ließ in Amstetten das E-Werk besetzen, um auch die Stromversorgung in die Kontrolle des Landes zu bringen. Später entstand daraus die Newag.
1960 wurde er Landeshauptmann-Stellvertreter unter Johann Steinböck und Leopold Figl.
1962 wurde er auch Generaldirektor der EVN-Vorgängerin Newag-Niogas, die zu 100 % in Landeseigentum stand. In dieser Zeit ließ er nicht nur die Bürozentrale der Newag-Niogas von Wien in einen eigenen Neubau in Maria Enzersdorf verlegen, sondern betrieb auch die Errichtung der für damalige Verhältnisse einmalige Südstadt als eigenen Ortsteil von Maria Enzersdorf, südlich an Wien anschließend.
In diesen Jahren hatte sich Müllner zu einem der Granden der ÖVP entwickelt. Diese hatte jedoch beträchtliche Schwierigkeiten, die Parteikassen zu füllen, während sich die Sozialisten hauptsächlich über die von ihnen kontrollierte verstaatlichte Industrie und den Gewerkschaftsbund finanzierten. Eine staatliche Parteienfinanzierung gab es aber damals noch nicht. So begann er, verdeckt Gelder des Landes und aus seinem „Imperium“, der Strom- und Gasgesellschaft, zur Finanzierung des ÖAAB und der ÖVP umzulenken. Dabei legte er Vermögen des Landes auf der in seinem Besitz stehenden kleinen Conti-Bank an, zu ungünstig niedrigen Zinsen. Die Differenz zum marktüblichen Zinssatz ließ er in die Kassen der Partei fließen.

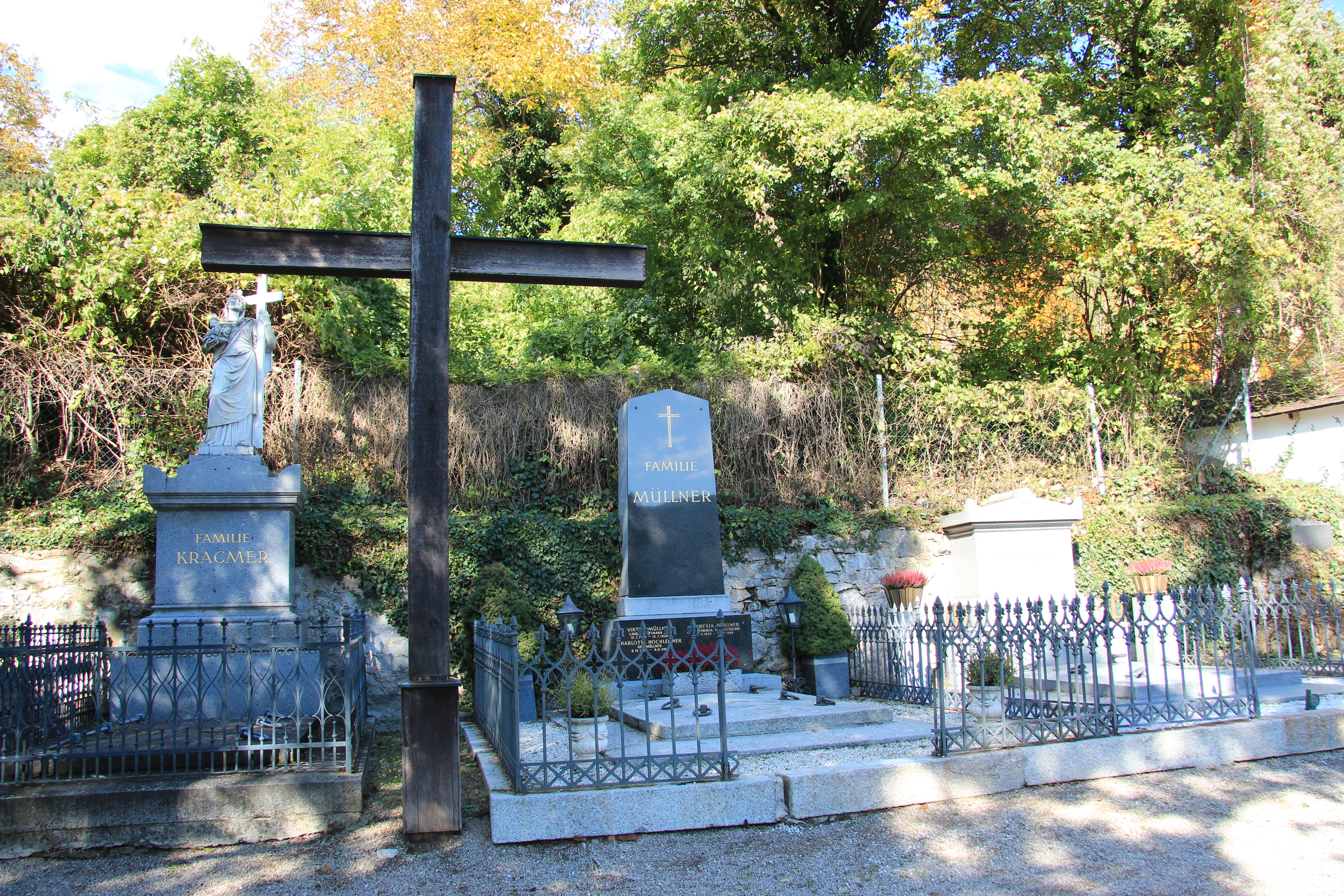
Grabmal am Hinterbrühler Friedhof

Aufgrund eines Rechnungshofberichts wurde Müllner daraufhin schwere Korruption angelastet. Infolge dieses so genannten Müllner-Skandals musste er 1966 sämtliche Funktionen zurücklegen und am 15. Dezember 1966 ließ ihn die Staatsanwaltschaft verhaften. Beim folgenden Prozess wurde er im Juli 1968 rechtskräftig zu vier Jahren Haft wegen Veruntreuung von Landesgeldern zu Gunsten der ÖVP aber auch zu Gunsten seiner Familie verurteilt. Er ließ der ÖVP insgesamt 46 Millionen Schilling zukommen. Aus der ÖVP wurde er ausgeschlossen. Der Richter im Prozess war im Übrigen derselbe, der ein Jahr später den in seiner Partei ebenfalls in Ungnade gefallenen Franz Olah verurteilte.
Müllner wurde nach Anrechnung von 4 Monaten Untersuchungshaft schließlich wegen schwerer Krankheit als haftunfähig entlassen. Sein Privatvermögen wurde gepfändet und er wurde vollkommen mittellos. Schließlich gestand man ihm aber eine Pension für seine frühere Lehrertätigkeit zu.
Viktor Müllner verstarb 1988 an seinem 86. Geburtstag in Wien. Begraben ist er am Friedhof in der Hinterbrühl, wo er auch lange Zeit lebte.

## Auszeichnungen, Ehrungen
- 1959: Ehrenbürger von Krumau am Kamp[6]
- 1961: Ehrenbürger von Gars am Kamp
- 1962: Ehrenbürger von Maria Enzersdorf[7]
- 1963: Ehrenring des Landes Niederösterreich
- Viktor-Müllner-Straße in der Südstadt in Maria Enzersdorf